# Image Space Incorporated
Image Space Incorporated (ISI) est un développeur de jeux vidéo indépendant basé à Ann Arbor, dans le Michigan, spécialisé dans les domaines du développement de jeux vidéo, des architectures de simulateurs man-in-the-loop, de la génération d'images informatiques et de l'intégration de systèmes de divertissement.  
ISI a été fondée à l'origine par Kurt Kleinsorge avec ses partenaires Joseph Campana et Gjon Camaj. ISI a commencé avec le développement de simulateurs de véhicules utilisés pour l'entraînement militaire. Ils ont travaillé sur de nombreux types de logiciels différents, mais ont concentré la plupart de leur temps de développement au fil des ans sur des jeux de course et des simulateurs. ISI a également développé le moteur de jeu ISImotor, qui est utilisé pour créer de nombreux jeux de course comme GT Legends, GTR 2, ARCA Sim Racing '08, Race 07, Simulador Turismo Carretera, Top Race 2009 Simulator, TC2000 Racing et autres. ISI n'a publié de jeux pour aucune console; Shadowgate Rising était en développement, mais finalement annulé. Sports Car GT pour la PlayStation a été « fabriqué » par une autre société, Point of View Inc., et tous les jeux EA Formule 1 pour consoles ont été réalisés par Visual Sciences. 

## Jeux développés
| Titre                              | Date de sortie                         | Genre                  | Plate-forme       |
| ---------------------------------- | -------------------------------------- | ---------------------- | ----------------- |
| Zone Raiders                       | 30 novembre 1995                       | Combat de véhicules    | Microsoft Windows |
| Sports Car GT                      | 30 avril 1999                          | Sim racing             | Microsoft Windows |
| Trazer,                            | 2000                                   | Exergaming             |                   |
| Shadowgate Rising                  | Annulé                                 | Jeu d'aventure         | Nintendo 64       |
| F1 2000                            | 31 mars 2000                           | Sim racing             | Microsoft Windows |
| F1 Championship : Saison 2000      | 6 décembre 2000                        | Sim racing             | Microsoft Windows |
| Hot Rod Monster Squad,             | 2001                                   | Courses d'arcade       | Microsoft Windows |
| F1 2001                            | 28 septembre 2001                      | Sim racing             | Microsoft Windows |
| F1 2002                            | 7 juin 2002                            | Sim racing             | Microsoft Windows |
| NASCAR Thunder 2003                | 19 septembre 2002                      | Sim racing             | Microsoft Windows |
| F1 Career Challenge                | 24 juin 2003                           | Sim racing             | Microsoft Windows |
| NASCAR Thunder 2004                | 16 septembre 2003                      | Sim racing             | Microsoft Windows |
| rFactor                            | 31 août 2005                           | Sim racing             | Microsoft Windows |
| rFactor Pro                        | 2008                                   | Logiciel de Sim racing | Multiplateforme   |
| Superleague Formula 2009: The Game | 31 octobre 2009                        | Sim racing             | Microsoft Windows |
| rFactor 2,                         | 10 janvier 2012 (version bêta ouverte) | Sim racing             | Microsoft Windows |